# 圆叶附地菜
圆叶附地菜（学名：Trigonotis rotundata）为紫草科附地菜属的植物，为中国的特有植物。分布在中国大陆的四川、云南等地，生长于海拔3,000米至4,000米的地区，一般生于高山草地，目前尚未由人工引种栽培。